# تیم ملی فوتبال زنان گینه استوایی
تیم ملی فوتبال زنان گینه استوایی نمایندهٔ کشور گینه استوایی در فوتبال زنان در ردهٔ ملی این کشور است. تیم ملی فوتبال زنان آفریقای جنوبی را نخستین حضور آنها در جام جهانی فوتبال زنان ۲۰۱۱ بود که هر سه بازی خود را در مرحلهٔ گروهی به تیمهای نروژ، استرالیا و برزیل باختند. تیم ملی فوتبال زنان گینه استوایی سومین تیم زنان (از ۵ تیم) از کنفدراسیون فوتبال آفریقا است که به جام جهانی فوتبال زنان صعود کرده‌است. (نیجریه، غنا، کامرون و ساحل عاج تیم‌های دیگر بودند)